# آلموس
آلموس (به ترکی استانبولی: Almus) یک منطقهٔ مسکونی در ترکیه است که در استان توقات واقع شده‌است. آلموس ۸۳۲ متر بالاتر از سطح دریا واقع شده‌است.